# إكتوبلازم

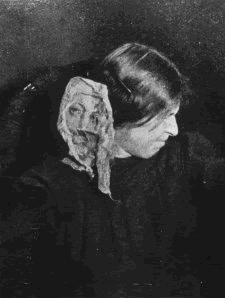

الإكتوبلازم (باليونانية: إكتو أي «خارج»، وبلازم أي «شيء متشكل أو مُتخلق») هو مصطلح يستخدم في الروحية للإشارة إلى مادة أو طاقة روحانية «تتشكل خارجيًا» عبر وساطة روحية. صاغ هذا المصطلح الباحث النفسي شارل ريشه في عام 1894. على الرغم من انتشار المصطلح بشكل واسع في الثقافة الشعبية، لكن العلم لم يقبل الوجود المادي للإكتوبلازم، وتبين أيضًا أن الكثير من النماذج المزعومة هي خدع مصنوعة من قماش قطني أو شاش أو غيرها من المواد الطبيعية.

## الظاهرة
وفقًا لما يقال في الروحية، فإن الإكتوبلازم يتشكل من خلال وساطة روحية عندما يكون الوسيط في حالة من الغيبوبة. يُفرز الإكتوبلازم على شكل مادة تشبه الشاش من فتحات جسد الوسيط، ويُقال أن الكيانات الروحية تغطي جسدها غير المادي بمادة الإكتوبلازم المفرزة، ما يمكنها من التفاعل في الكون المادي الحقيقي. تزعم بعض الروايات أن الإكتوبلازم في بداية تشكله يكون شفافًا وغير مرئي تقريبًا، لكنه يصبح داكنًا ومرئيًا مع اكتساب الطاقة الروحية للمزيد من القوة. تذكر روايات أخرى أن مادة الإكتوبلازم تولد رائحة قوية في الحالات الشديدة. وفقًا لبعض الوسطاء، لا يمكن أن تنشأ مادة الإكتوبلازم في ظروف الضوء نظرًا لأن المادة الإكتوبلازمية ستتحلل.
يُعرّف الباحث النفسي جوستاف جيلي الإكتوبلازم على أنه «مادة متغيرة جدًا في مظهرها، فتكون أحيانًا شبيهة بالبخار، وأحيانًا عجينةً بلاستيكية، وفي أحيان أخرى حزمة من الخيوط الرفيعة، أو غشاءً بتورمات أو أطراف، أو نسيجًا ناعمًا شبيهًا بالقماش». بينما وصف آرثر كونان دويل الإكتوبلازم بأنه «مادة لزجة وهلامية تبدو مختلفة عن كل شكل معروف من أشكال المادة، إذ يمكن أن تتصلب وتستخدم لأغراض مادية».
لم يثبت علميًا الوجود المادي للإكتوبلازم، وتبين بعد فحص عينات مزعومة منه أنها عبارة عن مواد مختلفة غير خارقة. استخدم باحثون آخرون مواد غير طبيعية لتكرار التأثيرات التصويرية (الفوتوغرافية) التي يُزعم أنها تثبت وجود مادة الإكتوبلازم أحيانًا.

## القوة الغريبة (إكتينيك)
دمج أوائل الباحثين النفسيين الذين كانوا يبحثون عن تفسير مادي لتقارير التحريك العقلي في جلسات تحضير الأرواح، فكرة الإكتوبلازم في مفهوم «القوة الغريبة». افترض الكونت أجينور دي غاسبارين وجود الإكتوبلازم في البداية، لتفسير ظاهرة الطاولة المستديرة والقرع عليها خلال جلسات تحضير الأرواح. كان أم. ثوري زميل دي غاسبارين وبروفيسورًا في التاريخ الطبيعي في أكاديمية جينف هو من اعتمد مصطلح القوة الغريبة. أجرى دي غاسبارين وثوري عددًا من التجارب فيما بينهما في مجال القوة الغريبة وادعيا بعض النجاح. لم يجر التحقق من صحة عملهما.
تكهن باحثون نفسيون آخرون درسوا الوساطة الروحية بوجود مائع غير معروف داخل جسم الإنسان يطلق عليه «الذهان» أو «القوة الروحية» أو «القوة الغريبة»، وهو قادر على الانبعاث للتأثير في المادة. تمسك كل من كميل فلاماريون ووليام كروكس بهذه الرؤية، رغم ذلك أوضح باحث نفسي لاحق يدعى هيروارد كارينغتون أن المائع كان افتراضيًا ولم يجر اكتشافه قط.
زعم الباحث النفسي دبليو. جاي. كروفورد (1881-1920) أن هناك مادة مائعة مسؤولة عن تحليق الأشياء بعد أن شاهد الوسيطة الروحية كاثلين جوليجر. ادعى كروفورد حصوله على صور فوتوغرافية للمادة بعد مشاهدته عددًا من جلساتها لتحضير الأرواح، ووصف المادة لاحقًا بأنها «بلازما». زعم كروفورد أيضًا أن المادة لا ترى بالعين المجردة، لكن الجسم يستطيع الشعور بها.
في وقت لاحق، حقق الفيزيائي والباحث النفسي إدموند إدوارد فورنير دالبي في العديد من جلسات الوسيطة الروحية كاثلين جوليجر، وتوصل إلى استنتاجات مناقضة تمامًا لكروفورد. وفقًا لدالبي، لم تحدث أي ظواهر خارقة مع جوليجر كالتحليق مثلًا، وقال إنه وجد أدلة على الاحتيال. ادعى دالبي أن المادة الظاهرة في صور كروفورد هي قماش الموسلين العادي. لاحظ دالبي قماش الموسلين الأبيض بين قدمي جوليجر أثناء جلسة لتحضير الأرواح.

## الاحتيال
ثبت في كثير من الأحيان أن مادة الإكتوبلازم مزيفة. استخدم العديد من الوسطاء أساليب ابتلاع وتقيؤ القماش القطني، ومنتجات النسيج المنعمة بنشا البطاطا، وفي بعض الحالات أخرى صُنع الإكتوبلازم من الورق أو القماش أو بياض البيض أو زبدة الموسلين.
كشفت تحقيقات جمعية الأبحاث النفسية في الوساطة الروحية العديد من الوساطات الروحية الاحتيالية التي ساهمت في تراجع الاهتمام بالوساطة الروحية المادية. في عام 1907، كشف هيروارد كارينجتون عن حيل الوساطات الروحية الاحتيالية كالحيل المستخدمة في اللوح المكتوب، والطاولة المستديرة، وبوق الوساطة الروحية، والتجسدات المادية، وقراءة الخطاب المختوم، وتصوير الأرواح.
في أوائل القرن العشرين، حقق الباحث النفسي ألبرت فون شرينك-نوتزينج مع الوسيطة إيفا كارير وادعى أن مادة الإكتوبلازم «التجسدات المادية» خاصتها لم تكن من الأرواح بل كانت نتيجة لـ«قوة التخيل في صناعة الواقع» التي يمكن للوسيطة من خلالها تشكيل صور على الإكتوبلازم من عقلها. نشر شرينك-نوتزينج كتاب ظواهر تجسد المادة (1923) الذي تضمن صورًا لمادة الإكتوبلازم. أشار النقاد إلى أن صور الإكتوبلازم كشفت عن آثار لقصاصات من المجلات، ودبابيس، وقطعة من خيط. اعترف شرينك-نوتزينج أن كارير هرّبت دبابيسًا عدة مرات بشكل مضلل إلى غرفة جلسة تحضير الأرواح. استنسخ الساحر كارلوس ماريا دي هيريديا الإكتوبلازم الخاص بكارير باستخدام مشط وشاش ومنديل.
كتب دونالد جاي. ويست أن مادة الإكتوبلازم الخاصة بكارير مزيفة، وأنها صنعت الوجوه الورقية من قصاصات الصحف والمجلات، فيمكن رؤية علامات الطي أحيانًا في الصور. اتضح في إحدى صور كارير الملتقطة من الخلف لوجه الإكتوبلازم أنه مصنوع من قصاصات مجلة تظهر عليها حروف «لو ميرو». إذ قُص الوجه ثنائي الأبعاد من مجلة لو ميرو الفرنسية. تطابقت أيضًا إصدارات المجلة السابقة مع بعض وجوه الإكتوبلازم الخاصة بكارير. تعود بعض قصاصات الوجوه التي استخدمتها كارير لوودرو ويلسون، وفرديناند الأول ملك بلغاريا، والرئيس الفرنسي ريمون بوانكاريه، والممثلة منى ديلزا.
بعد كشف شرينك-نوتزينج لأخذ كارير وجوه الإكتوبلازم من المجلة، دافع عنها مدعيًا أنها قرأت المجلة لكن ذاكرتها استرجعت تلك الصور فتجسدت في الإكتوبلازم. نتيجة لهذا الادعاء وُصف شرينك-نوتزينج بأنه ساذج. كتب جوزيف مكابي «في ألمانيا والنمسا، يُعد البارون فون شرينك-نوتزينج أضحوكة لزملائه في الطب».
حققت لجنة من جامعة كريستيانيا في النرويج مع الوسيط الدنماركي إينر نيلسن في عام 1922، وكشفت في إحدى جلسات تحضير الأرواح أن مادة الإكتوبلازم خاصته مزيفة. قُبض على نيلسن وهو يخبئ مادة الإكتوبلازم في مستقيمه. كانت مينا كراندون وسيطة مشهورة بإنتاج مادة الإكتوبلازم أثناء جلساتها لتحضير الأرواح. أنتجت يدًا إكتوبلازمية صغيرة من معدتها تلوح في الظلام. لكن حياتها المهنية انتهت عندما فحص علماء الأحياء اليد ووجدوا أنها مصنوعة من قطعة من كبد حيواني منحوت. وصف والتر فرانكلين برنس قضية كراندون بأنها «قضية الاحتيال الأكثر إبداعًا، وثباتًا، وتعقيدًا بشكل مذهل في تاريخ الأبحاث النفسية».

أعاد الباحثان النفسيان إريك دينغوال وهاري برايس نشر عمل مجهول كتبه وسيط سابق تحت عنوان كشف وسيط الروح (1922) الذي كشف عن حيل الوساطة الروحية والأساليب الاحتيالية لإنتاج «الأيادي الروحية». اشترى الروحانيون في الأصل جميع نسخ الكتاب ودمروها عمدًا. كتب جون ريان هول عن موضوع الإكتوبلازم والاحتيال:
«نظرًا للاعتقاد السائد بأن الضوء يدمر الإكتوبلازم، أصبحت إمكانية ظهور مادة الإكتوبلازم سببًا لضمان إجراء جلسات تحضير الأرواح الفيكتورية في الظلام الدامس. أصبحت ظروف الإضاءة السيئة أيضًا فرصة للاحتيال، لا سيما أن صناعة مادة الإكتوبلازم المزيفة أمر سهل باستخدام الصابون، أو الجيلاتين، أو بياض البيض، أو ربما مجرد قماش موسلين في وضع جيد».
كشف الباحث النفسي هاري برايس عن تقنيات احتيال الوسيطة هيلين دنكان، من خلال تحليل عينة إكتوبلازم أنتجها دنكان، إذ أثبت أنها قطعة من قماش قطني ابتلعتها ثم تقيأتها. استخدمت دنكان رؤوس وأقنعة الدمى كإكتوبلازم. كان الوسطاء يقصون صور المجلات ويلصقونها بالقماش القطني للتظاهر بأنها أرواح الموتى. كتب باحث آخر يدعى تشارلي دانبار برود أن مادة الإكتوبلازم في العديد من الحالات ثبت أنها تتكون من مواد منزلية كزبدة الموسلين مثلًا، ولا يوجد دليل قوي يثبت أن لها أي علاقة بالأرواح.
تكشف الصور التي التقطها توماس غليندينينغ هاميلتون لمادة الإكتوبلازم أنها مصنوعة من مناديل ورقية وقصاصات لأشخاص في المجلات. يظهر في الصورة الأشهر التي التقطها هاميلتون للوسيطة ماري آن مارشال (1880-1963) منديل ورقي عليه قصاصة لرأس آرثر كونان دويل من إحدى الصحف. اشتبه المتشككون في أن هاميلتون ربما كان وراء هذه الخدعة. كانت الوسيطتان ريتا جولد وأليك هاريس تتأنقان في جلساتهما لتحضير الأرواح بصفتهما أرواحًا إكتوبلازمية، وجرى كشف احتيالهما. أدى التعرض للإكتوبلازم المزيف في جلسات تحضير الأرواح إلى انخفاض سريع في الوساطات الروحية المادية.